# Aida (film 2020)
Aida (oryg. Quo vadis, Aida?) – bośniacko–austriacko–rumuńsko–niemiecko–polski film fabularny z 2020 roku w reżyserii Jasmili Žbanić.

## Opis fabuły
Akcja filmu rozgrywa się w lipcu 1995 w Srebrenicy. Do miasta wkraczają oddziały serbskie gen. Ratko Mladicia. Pracująca dla ONZ tłumaczka Aida próbuje ocalić swoją rodzinę przed wymordowaniem jej przez Serbów. 
Premiera filmu miała miejsce w ramach sekcji konkursowej na 77. MFF w Wenecji. 

## Obsada
- Jasna Đuričić jako Aida
- Izudin Bajrović jako Nihad, mąż Aidy
- Boris Ler jako Hamdija, syn Aidy
- Dino Bajrović jako Ejo, syn Aidy
- Boris Isaković jako Ratko Mladić
- Johan Heldenbergh jako pułkownik Thom Karremans
- Raymond Thiry jako major Rob Franken
- Emir Hadžihafizbegović jako Joka
- Edita Malovčić jako żona Joki
- Teun Luijkx jako kapitan Mintjes
- Joes Brauers jako Boudewijn
- Alban Ukaj jako Tarik
- Reinout Bussemaker jako płk Robben
- Ermin Sijamija jako Lalović
- Sol Vinken jako Lammerts
- Mirsad Elezi jako Meho
- Ibrahim Buzaljko jako Munib
- Vitalie Bantas jako Dejan
- Jan Mark Bogmis jako płk Klingor

## Nagrody i wyróżnienia
Film został wyróżniony nagrodą Złotej Pomarańczy dla najlepszego filmu na MFF w Antalyi. Obraz został zgłoszony do nagrody Amerykańskiej Akademii Filmowej w kategorii najlepszego filmu nieanglojęzycznego i znalazł się w gronie nominowanych. W 2022 film zwyciężył w czterech kategoriach Polskich Nagród Filmowych (film, reżyseria, scenariusz i montaż). 